# Plopi, Hunedoara
Plopi este un sat în comuna Bretea Română din județul Hunedoara, Transilvania, România.

## Tradiții și obiceiuri
Situată pe valea Streiului, în Țara Hațegului, oamenii locului încearcă să păstreze unele dintre cele mai vechi tradiții și obiceiuri culturale. 
În perioada sărbătorilor de Crăciun, cete de călușeri din localitatea Covragiu vin să încânte locuitorii satului Plopi.
În fiecare an (a treia zi de Paști) puteți participa la Nedeia din satul Plopi. Este un obicei strămosesc foarte vechi. După părerea unor specialiști în folclor, iși are originea în zilele solemne de bucurie organizate de romani în cinstea zeilor protectori. Din evul mediu, prin creșterea influenței bisericii în societate, nedeia se organizează în ziua hramului bisericii din fiecare sat.
Nedeia este una dintre cele mai mari sărbători tradiționale din satele comunei Bretea Romana . Ele se desfășoară în fiecare an și în fiecare sat, primăvara, și țin până la începutul verii. Ele sunt sărbători ale primăverii și ale tinereții de care se bucură toți locuitorii satelor. La organizarea și desfășurarea nedeii participă întregul sat chiar și cei veniți din alte părți.
Petrecerea se desfășoară în aer liber, în anumite locuri din sat, de regulă în curtea caminului cultural. De organizarea petrecerii se ocupă un grup de tineri, de regulă din rândul acelora ce urmează să plece în armată. Ei se îngrijesc să tocmească muzica, pregătesc locul de desfășurare. Tot în sarcina acestora intră taxarea și supravegherea desfășurării petrecerii.
În fiecare casă se fac pregătiri pentru nedeie. Femeile, cu o săptamană — două înainte, fac curățenie în case iar în ultimele zile dinaintea nedeii pregătesc mâncarurile cu care vor fi serviți oaspeții.
Barbatii se îngrijesc să procure mielul și băutura și fac curățenie generală.
Cei din același sat nu se invită unii la alții. De regulă, pregătirile se fac pentru rude, prieteni și alți cunoscuți, din satele vecine. Rudele, de obicei, vin neinvitate iar ceilalți sunt poftiți cu câteva zile înainte sau chiar în ziua nedeii când membrii familiei merg pe rând la locul petrecerii ca nu cumva să scape vreunul nechemat. Nedeile sunt bune prilejuri de întâlnire a rudelor, a prietenilor, unde se fac cunostințe, se leagă prietenii. Rudele și prietenii care nu pot veni în prima zi, vin a doua zi, la “nedeita”.

## Colinde
Când se apropie Crăciunul si celelalte sărbători de iarnă, tinerii din sate se pregătesc cu mult timp înainte. Se strâng în fiecare seară, cu rândul, pe la casele fiecăruia dintre ei, unde fac repetiții la colinde. 
Colindatorii sunt organizați în cete, în funcție de vârstă, începând cu grupul celor mici până la feciori de însurat. De remarcat că și conținutul colindelor diferă de la o grupă de colindatori la altă. Colindul începe în seara de ajunul Crăciunului. Prima dată pornesc copii mai mici care merg cu “Steaua” sau cu “Craii”. Urmează apoi feciorii mari care trec din casă în casă și colindă numai la casele unde s-a obținut încuviintarea gazdei.
După ce colinda în curte sau în casă, colindatorii sunt serviți cu țuica sau vin, primesc colaci, pecina și bani. Cu banii strânși iși organizează la caminul cultural, a treia zi de Crăciun, seara, o mare petrecere cu care se încheie datina.

## Dansuri populare
Pot fi admirate cu ocazia nedeilor, nunților, botezurilor și chiar a balurilor.
Dintre instrumentele muzicale folosite, amințim : vioara, acordeonul, doba (duba) iar ca o influență a Banatului, taragotul și saxofonul. Mai rar se folosește fluierul, existând puține persoane care mai știu să cânte la acest instrument popular.
Dansurile populare caracteristice sunt : invartita, hategana și lina (de pe Strei).

## Arta populară
Creatori populari
Prelucrarea fierului: Mihăiescu Miron 
Prelucrarea lemnului: Cioară Nicolae 
Cojocari: Ștefoni Ioan

## Religie
Vechea biserică din Plopi a fost construită pe actualul loc al școlii primare, unde se pot vedea și urmele unui fost cimitir. În 1891 biserica veche nu a mai corespuns cerințelor și s-a construit actuala biserică în formă de corabie. În decursul timpului a fost renovată de mai multe ori, ultima dată în anul 1985.

## Personalități
- Simion Albu (1869 - 1956), deputat în Marea Adunare Națională de la Alba Iulia din 1918

## Imagini

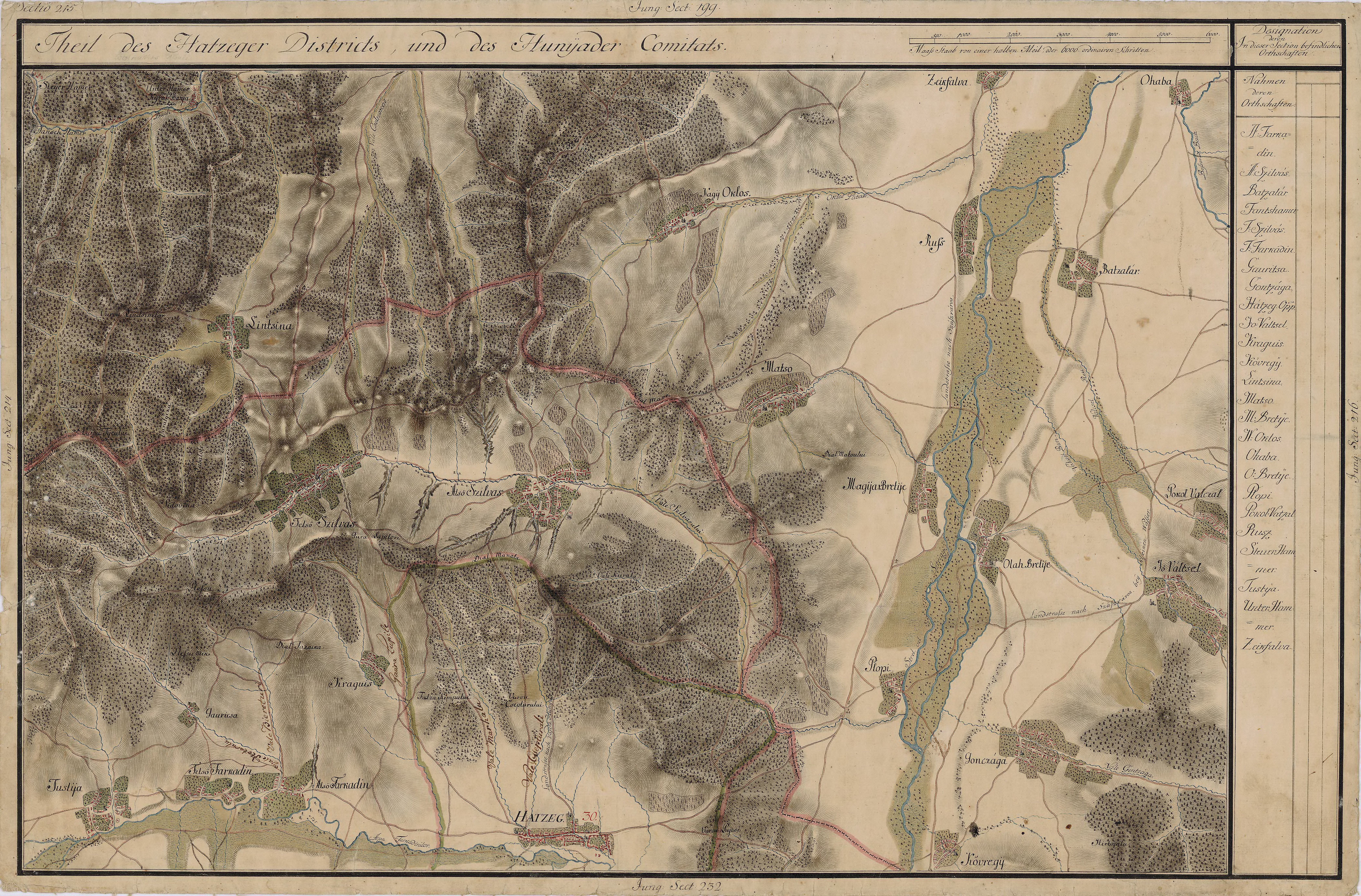
Plopi în Harta Iosefină a Transilvaniei, 1769-1773